# B세포
B 세포(B細胞, 영어: B cell)는 림프구 중 항체를 생산하는 세포이다. 면역 반응에서 외부로부터 침입하는 항원에 대항하여 항체를 만들어낸다. 원래 B 세포는 조류의 총배설강 주변에 있는 파브리키우스 주머니(bursa of Fabricius)에서 처음 발견되었기 때문에 주머니(bursa)의 첫 글자를 따서 B 세포라고 이름붙였으나, 사람을 포함한 포유류의 경우 골수(bone marrow)에서 성숙해서 B가 골수의 첫 글자라고 하기도 한다. 인간에서는 혈중 림프구의 약 10~15%, 림프절내 림프구의 약 20~25%, 비장내 림프구의 약 40~45%가 B 세포이다.

## 분화 및 성숙
사람의 경우 B 세포는 태생기 8~9주 동안에는 간에서, 그 후에는 주로 골수에서 분화를 시작한다.

### 성숙 B 세포가 되기까지
B 세포는 다음과 같은 과정으로 성숙한다.
- 공통 림프모세포(Common lymphoid cell, CLP)
- Pro-B 세포(Pro B cell)
- Pre-B 세포(Pre B cell)
- 미성숙 B 세포(Immature B cell)
- 성숙 B 세포(Mature B cell)

이 과정은 주로 골수에서 일어난다. B 세포는 성숙 과정에서 V(D)J 유전자 재조합을 일으키며 이를 통해 항원에 반응할 수 있는 매우 다양한 형태의 항체를 만들어낼 수 있는 능력을 갖추게 된다. 비록, 유전자 재조합을 통하여 다양한 형태의 B 세포가 분화되어 증식하지만, 양성 선택을 통해 면역능이 없는 B 세포가 제거되고, 음성 선택을 통해 자가면역성을 가진 B 세포가 제거되어, 극히 소수의 면역에 적합한 B 세포만이 성숙 B 세포에 이르게 된다.
또한 이렇게 다양한 림프구 중에는 체내 자기자신의 분자와 반응하는 수용체를 가지는 림프구가 나타날 수 있다. 만약 이러한 자기반응성 림프구들이 제거되거나 불활성되지 않는다면 면역계는 결국 자신의 세포 또는 조직을 공격하게 될것이다. 하지만 정상의 경우 림프구들이 골수에서 성숙되는 동안 자기반응성이 점검되며 이러한 과정동안 자기 분자에 특이적인 수용체를 가진 림프구들은 세포자살 (아폽토시스)에 의해 죽거나 무반응세포로 변하게 된다. 즉, 비자기분자와 반응하는 림프구만 남게되고 이러한 과정을 자기관용기작(Self-tolerance)이라고 한다. 만약 자기관용기작이 정상적이지 못할 경우에는 류마티스 관절염과 같은 자가면역질환을 유발하게 된다.

### 성숙 B 세포가 된 이후
성숙 B 세포는 주로 림프절과 같은 말초림프기관에 머물게 되는데, 이 곳에서 일부 B 세포는 외부 항원을 인식하게 되면서 활성화된다. 활성화된 B 세포는 스스로 증식하게 되어 결과적으로 항원 특이적인 B 세포의 비율이 높아지게 된다. 이후 B 세포는 항체를 활발히 분비하는 플라즈마 세포나 항원에 대한 특이성을 장기간 기억하며 살아가는 기억 B 세포로 분화한다.

## 보조 T세포
보조 T세포(T Helper cell) 또는 도움 T세포는 면역계의 작용에 중요한 역할을 하는 세포로서, 림프구의 일종이다. 보조 T세포는 세포독성작용이나 식세포작용을 하지 않으며, 감염된 (체)세포나 항원을 직접 죽이지도 못하기 때문에 다른 면역 세포들이 없는 상태에서는 무용지물이다. 그러나 도움 T세포(Th cell)은 다른 면역 세포들을 활성화시키고 작용하는 정보를 제공하며, 특히 면역계에 매우 중요한 역할을 담당하고 있다. 보조 T세포는 B세포의 항체 생산과, 세포독성 T세포의 활성화, 대식세포를 비롯한 식세포의 항박테리아 활동 촉진 등에 필수적이다.

## 같이 보기
- 단클론 항체
- 형질 세포